# Rita Hester
Rita Hester, née le 30 novembre 1963 et morte le 28 novembre 1998 à Allston dans le Massachusetts est une femme trans afro-américaine. Sa mort est à l'origine de la Journée du souvenir trans chaque 20 novembre.

## Meurtre
Rita Hester est une personnalité glamour et populaire qui se produit dans les cabarets et les bars du centre de Boston.
Le 28 novembre 1998, Rita Hester est retrouvée morte chez elle à Allston dans la banlieue de Boston, dans le Massachusetts, avec de nombreuses blessures de couteau à la poitrine. La personne qui a tué n'est pas retrouvée et les motifs de l'attaque restent un mystère ; les bijoux en or portés par Hester ne sont pas volés et la police ne trouve aucun signe d'effraction de l'appartement. Bien que Hester se soit prostituée, sous le pseudonyme de « Naomi », il n'y a aucune preuve que l'agresseur soit l'un de ses clients, en même temps certains membres de la communauté LGBT pensent que Hester a été tuée pour des raisons de transphobie – elle était ouvertement trans –  en témoigne l'extrême brutalité de l'attaque et l'absence de vol dans l'appartement.

## Veillée
En réponse à son assassinat, une effusion de chagrin et de colère a conduit à une veillée aux chandelles le vendredi suivant (4 décembre) à laquelle environ 250 personnes ont participé. La lutte de la communauté pour voir la vie et l'identité de Rita couvertes respectueusement par des journaux locaux, y compris le Boston Herald et Bay Windows, a été racontée par Nancy Nangeroni.
Sa mort inspire l'auteure, militante pour les droits des transgenres et graphiste Gwendolyn Ann Smith, de San Francisco, lors de la création du site web (en) Remembering Our Dead », et la Journée du souvenir trans, fondée en 1999 qui a lieu chaque année le 20 novembre,,,,.

## Crédits
- (en) Cet article est partiellement ou en totalité issu de l’article de Wikipédia en anglais intitulé « Rita Hester » (voir la liste des auteurs).

- (de) Cet article est partiellement ou en totalité issu de l’article de Wikipédia en allemand intitulé « Rita Hester » (voir la liste des auteurs).

- (ru) Cet article est partiellement ou en totalité issu de l’article de Wikipédia en russe intitulé « Хестер, Рита » (voir la liste des auteurs).